# Islanders de Porto Rico
Pour les articles homonymes, voir Islanders.
Maillots
Les Islanders de Porto Rico (en anglais : Puerto Rico Islanders, « les insulaires de Porto Rico »)  sont une équipe professionnelle de soccer basée à San Juan, sur l'île de Porto Rico. Le club évolue en NASL, la deuxième division nord-américaine, jusqu'à la suspension de son activité à la fin de la saison 2012.

## Historique
- 2003 : création des Islanders de Porto Rico.
- 2004 : pour sa 1re saison en A-League, l'équipe gagne seulement 5 matches pour 6 nuls et 17 défaites. Le bilan est meilleur la saison suivante (10 victoires, 8 nuls et 10 défaites).
- 2013 : le club annonce qu'il ne participera à aucun championnat cette année en vue de sa restructuration[1].
- 14 août 2015 : Carmelo Anthony et ses associés annonce la création du Puerto Rico FC pour la saison 2016 de NASL. Ce nouveau club évolue au stade Juan-Ramón-Loubriel et prend la suite des Islanders.

## Palmarès
- Championnat de Porto Rico (3)
  - Vainqueur : 1998, 1999, 2001
  - Finaliste : 1997, 2002

- Première division des USL
  - Finaliste : 2008

- USSF Division 2 Professional League
  - Vainqueur : 2010

- CFU Club Championship (2)
  - Vainqueur : 2010, 2011
  - Finaliste : 2009

- Ligue des champions de la CONCACAF
  - Demi-finaliste : 2009

### Bilan saison par saison
| Année | Division | Ligue              | Saison rég.        | Série           | Ligue des champions CFU | Ligue des champions CONCACAF | Moyenne de spectateurs | Meilleur buteur |
| ----- | -------- | ------------------ | ------------------ | --------------- | ----------------------- | ---------------------------- | ---------------------- | --------------- |
| 2004  | 2        | USL A-League       | 9e/9, Est ; 14e/16 | non qualifié    | non inscrit             | non qualifié                 | 3889                   | ?               |
| 2005  | 2        | USL First Division | 7e/12              | non qualifié    | non inscrit             | non qualifié                 | 5003                   | ?               |
| 2006  | 2        | USL First Division | 6e/12              | Quart-de-finale | Phase de groupe         | non qualifié                 | 5378                   | ?               |
| 2007  | 2        | USL First Division | 6e/12              | Demi-finale     | 3e                      | non qualifié                 | 4725                   | ?               |
| 2008  | 2        | USL First Division | 1er/11             | Finaliste       | 3e place                | Demi-finale                  | 4423                   | ?               |
| 2009  | 2        | USL First Division | 3e/11              | Demi-finale     | Finaliste               | Phase de groupe              | 3293                   | ?               |
| 2010  | 2        | USSF D2 Pro League | 8e/12              | Champion        | Champion                | Phase de groupe              | 2358                   | Foley (10)      |
| 2011  | 2        | NASL               | 2e/8               | Demi-finale     | Champion                | Tour préliminaire            | 2161                   | Faña (16)       |
| 2012  | 2        | NASL               | 3e/8               | Quart-de-finale | 3e place                | Phase de groupe              | 1864                   | Addlery (10)    |

## Stade

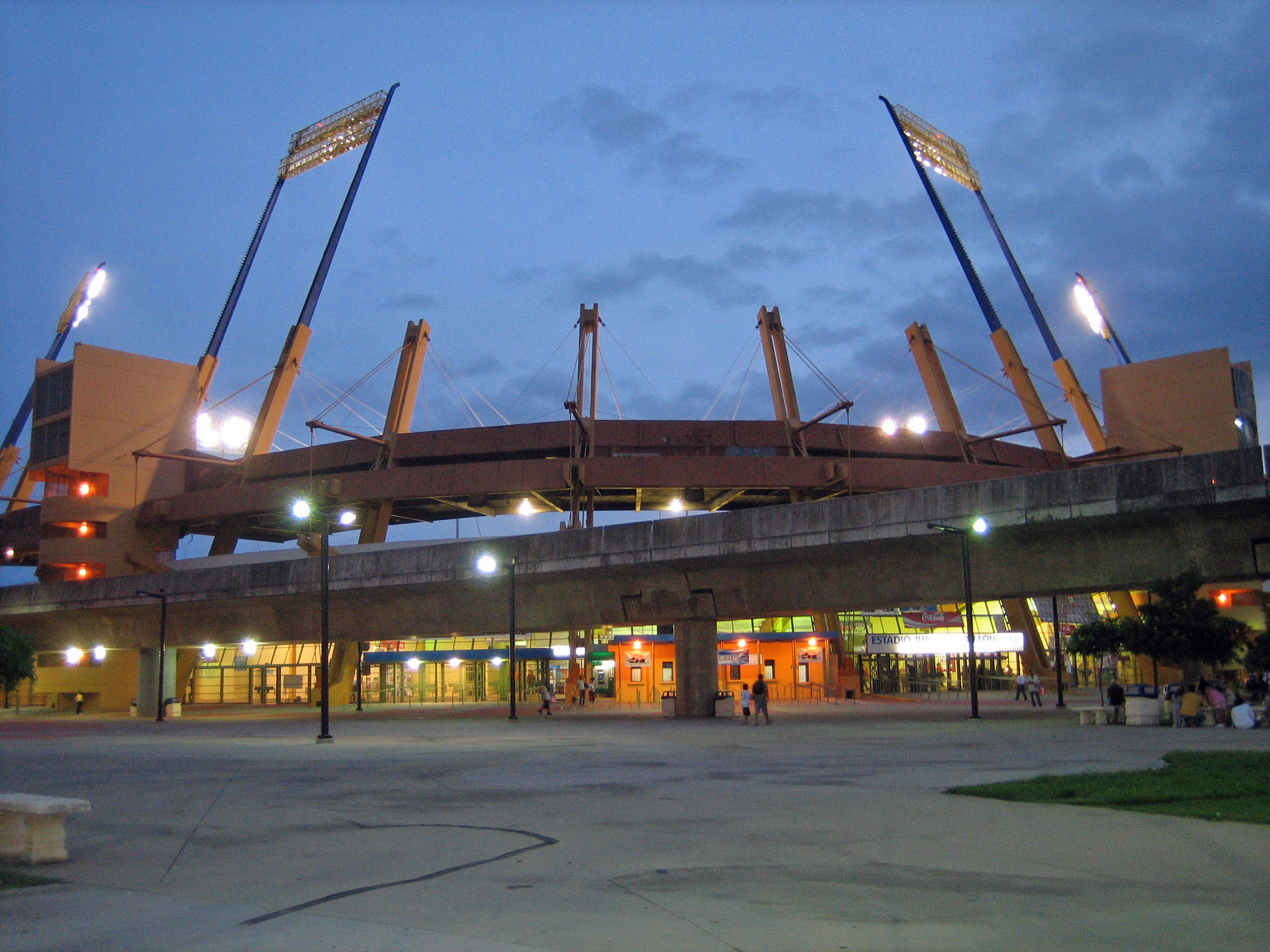
Juan Ramon Loubriel Stadium

- Estadio Juan Ramón Loubriel; Bayamón (2004–aujourd'hui)

Les Islanders ont toujours joués leurs matchs à domicile au stade Estadio Juan Ramón Loubriel dans la ville de Bayamón, qui est situé à environ 10 minutes de la capitale San Juan. Le stade était à l'origine un stade de baseball qui devait être détruit, et en 2003, il a été transformé en un stade de football pour les Islanders.
Le stade a une capacité de 12.500 spectateurs. En 2008, l'USL n'a pas permis aux Islanders d'accueillir un match de championnat USL-1, précisant que le Stade ne convenait pas. Le match a été joué à Vancouver, où Porto Rico perdu contre les Whitecaps, 2-1. Le 8 décembre 2008, le vice-président des finances Pierluisi Jorge a établi une réunion préliminaire avec les architectes et les ingénieurs de l'AMC pour discuter et évaluer les améliorations du stade et de son réaménagement.

## Anciens joueurs
- Raúl Díaz Arce
- Gustavo Barros Schelotto
- Andrés Cabrero
- Jonathan Faña (2010-2012)
- Bill Gaudette (2008-2010)

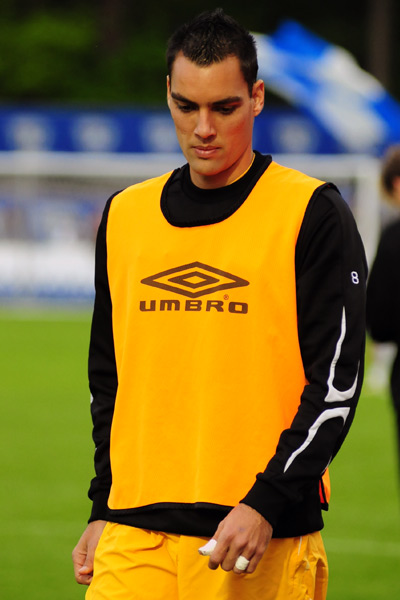
Mauricio Salles a marqué 25 buts pour les Islanders pendant les deux premières saison de l'équipe

- David Horst (2010)
- Dan Kennedy (2005-2006)
- James Marcelin
- Domenic Mediate
- Fabrice Noël
- Chris Nurse (2010 & 2012)
- Petter Villegas